# Franke
Pogostost priimka Franke je bila po podatkih Statističnega urada Republike Slovenije na dan 1. januarja 2010 manjša kot 5 oseb. 

## Znani slovenski nosilci priimka
- Ivan Franke (1841—1927), slikar, konservator in ribiški strokovnjak

## Znani tuji nosilci priimka
- Adolf Ludwig Franke (1865—1940), nemški inženir elektrotehnike
- Egon Franke (1913—1995), nemški politik
- Herbert Franke (1927—2022), član Avstrijske akademije znanosti
- Peter Robert Franke, član Avstrijske akademije znanosti